# Старі Пишачі
Старі Пышачы (біл. вёска Сцярые Пышачі) — село в складі Крупського району Мінської області, Білорусь. Село підпорядковане Ухвальській сільській раді, розташоване в східній частині області.